# Марголіс Катерина Леонідівна
Катерина Леонідівна Марголіс (1973 , Москва ), більш відома як Катя Марголіс — російська художниця, письменниця, публіцистка, перекладачка. Учасниця численних персональних та колективних виставок. Також багаторазово виступала кураторкою мистецьких виставок. Сама ілюструвала та оформляла книги — насамперед, поетичні збірки та твори для дітей. Останні роки мешкає в Італії, у Венеції.

## Біографія

### Дитинство та юність
Народилася 7 серпня 1973 року у Москві інтелігентної сім'ї. Найстарша з чотирьох дітей. Батько Леонід Марголіс — біолог. Мати Наталія (до шлюбу Руданівська), — геологиня.
Згодом Катерина згадувала, що в ранньому дитинстві батьки попереджали: «Усі розмови вдома — це не для школи». Діти знали, де батьки ховають «самвидав» і ще в юності почали читати «антирадянську» літературу. На початку перебудови батька Каті запросили на роботу до Каліфорнійського університету. Таким чином, вся сім'я вперше опинилася у США. У 1988 році Леонід Марголіс почав викладати в Лондоні. Отже, члени сім'ї змогли побувати у Великій Британії.

### Освіта
Навчалася у Москві. Спочатку в школі № 75 з поглибленим вивченням французької мови. Потім продовжила навчання у математичній школі № 57. Пізніше перевелася до школи № 60 з поглибленим вивченням англійської. Паралельно навчалася у художній школі № 1.
У 1990 році вступила до Московського історико-архівного інституту. Після розпаду СРСР ВНЗ було перетворено на Російський державний гуманітарний університет. Закінчила 1995 року з відзнакою факультет теоретичної та прикладної лінгвістики. Стажувалася у Болонському (1993) та Падуанському (1996) університетах. Стипендіат програми міністерства освіти Італії, а потім австралійської урядової програми в Мельбурні (1996—1997).
Після закінчення навчання взялася за роботу над дисертацією. Наукова робота велася в Австралії. Тема кандидатської — «Терміни та системи спорідненості у мовах австралійських аборигенів». Однак до захисту справа не дійшла, оскільки Катя вирішила зосередитись не на науці, а на проектах мистецтва та культури.
Наприкінці 1990-х років повернулася до Росії. У Москві здобула ще одну спеціальність. Вивчала тонкощі сучасного дизайну у майстерні Бориса Трофімова (Інститут бізнесу та дизайну). Почала займатися оформленням книг, проводити виставки.
На початку 2000-х років переїхала до Венеції. Влаштувалася викладачем у Scuola Internazionale di Grafica di Venezia. Співпрацювала з університетом Ка-Фоскарі та іншими інституціями у Венеції. При цьому до 2022 року продовжувала регулярно їздити до Росії.

### Кар'єра та творчість

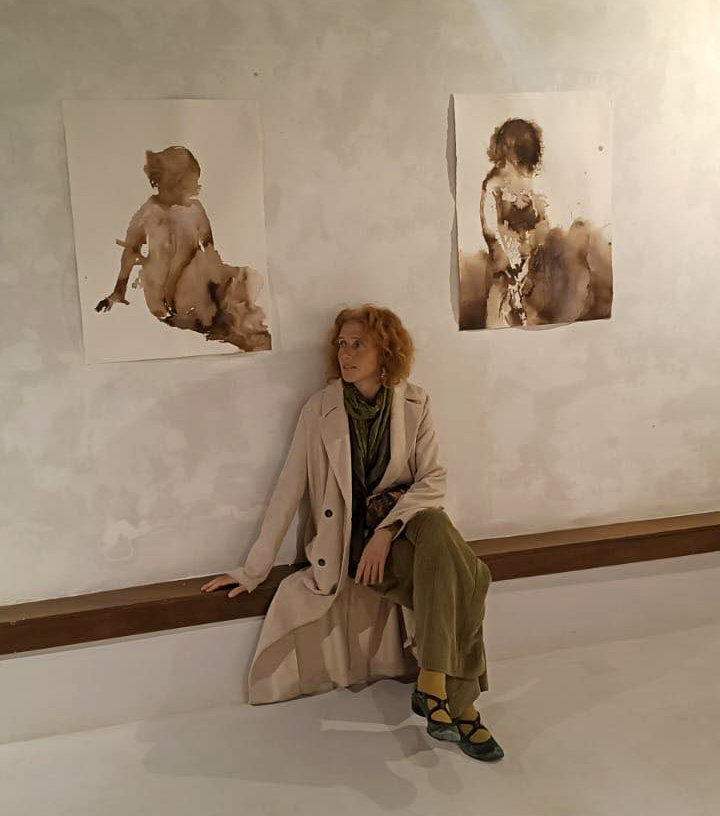
Катя Марголіс на одній із виставок своїх робіт

У 2002 році Катю Марголіс запросили працювати головним редактором нової серії дитячої літератури у видавництві «Новий літературний огляд». Займалася підготовкою концепції та складанням збірок, редактурою, оформленням книг. Зокрема, ілюструвала «Я, Хуан де Парехо» (про художника Веласкеса, видавництво «Рожевий жираф») та книгу віршів для дітей Сашка Чорного (видавництво «Август»). Одночасно в цей період багато писала про дитячу літературу. Регулярно публікувалася у провідних російських виданнях: «Комерсант-гроші», «Російський журнал», «Прапор». Пізніше почала вести авторську колонку на Радіо «Свобода».
У 2003 році стала упорядником, ілюстратором та автором коментарів книги «Венеціанські зошити. Йосип Бродський та інші» (Москва, ВДІ).
З 2004 року багаторазово виступала куратором різноманітних виставок. У тому числі благодійних. Зокрема, спільно з фондом «Подаруй Життя» з 2004 по 2012 рік проводила виставки творчості тяжкохворих дітей. Широкий суспільний резонанс викликали такі заходи, як «Добра дорога» у Державному музеї образотворчих мистецтв імені О. Г. З. Пушкіна (2011 року) і «світло» у Третьяковській Галереї (2012 року).
З 2005 року є членом товариства Європейської Ради мистецтв. Крім того, член італійського товариства «Меморіал».
Ілюструвала різноманітні поетичні збірки. Зокрема: «З семи книг» Бахита Кенжеєва та «Без тебе» Інни Ліснянської. Також підготувала до публікації роман у віршах «Золоті ворота» відомого британсько-індійського письменника Вікрама Сета.
У 2023 році Катю запросили як викладач Вільного університету. Вона стала вести курси «Місто як текст» та «Опис очевидного». За підсумками курсів випущено два випуски журналу «Палладіум» (№ 1 та № 5).
13 грудня 2024 року Міністерством юстиції Росії внесено до списку фізичних осіб — «іноземних агентів». Згідно з інформацією, розміщеною на сайті Мін'юсту, оголошення іноагентом пов'язане з тим, що вона бере участь у створенні та розповсюдженні матеріалів іноагентів, а також поширює «недостовірну інформацію» про рішення органів влади та відомостей, які спрямовані «на формування негативного образу» Збройних сил Росії.

## Суспільна позиція
Після початку повномасштабного російського вторгнення в Україну Катя Марголіс виступила з різкою критикою дій Кремля. У численних інтерв'ю називала російську агресію злочином проти людства. Вже вдень 24 лютого 2022 року організувала маніфестацію і вийшла з протестним плакатом на площу Сан Марко у Венеції. Закликала до активної підтримки збройних сил України.
Виступає як критик імперської свідомості багатьох жителів Росії та людей російського культурного коріння та ідентичності. Автор гучної статті про колоніалізм російської культури «Якщо випало в імперії народитися: Йосип Бродський та колоніалізм російської культури» у «Новій газеті. Європа». Говорила про проблеми імперської свідомості росіян на Форумі вільної Росії у Вільнюсі у жовтні 2024 року: «Те, що історія Росії є історією колонізації, не приховується навіть імперськими істориками».
У грудні 2024 року брала участь у Форумі вільних народів Постросії, що проходив в Австрії, у Відні. Вважає, що Росія потребує процесів деколонізації. Вважає причиною антиукраїнських настроїв у Росії фаталізм, інфантилізм, егоцентризм та цинізм, навіяні радянською та пострадянською системами. Критикує ряд відомих представників російської опозиції за імперський менталітет.
На своїй сторінці в соціальній мережі Фейсбук  різко критикувала культурну експансію офіційної Росії в Італії. Зокрема, ще у 2014 році виступила проти присвоєння почесного вченого звання Університетом Ка-Фоскарі помічникові Володимира Путіна, державному раднику Володимиру Мединському. Писала про проблеми, які несе імперська культурна експансія у британських та французьких виданнях.
Марголіс стала одним із ініціаторів створення «Венеціанського маніфесту». Автори Маніфесту бажають військової поразки Росії та обов'язкового засудження за допомогою міжнародних інститутів такого явища, як рашизм.

## Конфлікти та публічна критика
Марголіс стверджує, що росіяни несуть колективну відповідальність за війну та мають активно підтримувати Україну, фінансувати українську армію. Вона критикує «гарних росіян» за самовиправдання і недостатню рефлексію, вважаючи, що громадського засудження війни недостатньо. Її стиль характеризується жорсткою полемікою, сарказмом та персональною критикою, що викликає як підтримку, так і різку опозицію.

### Конфлікт із Євгенією Беркович
2022 року в пості Євгенії Беркович режисерка, яка виховує двох прийомних дочок, заявляла про готовність (якщо їй запропонують) взяти під опіку дітей, вивезених з території Донбасу, щоб підтримати їх і згодом повернути в Україну. Марголіс піддала її жорсткій критиці, вважаючи це «формальним співчуттям» і закликала до активнішої підтримки України. Після цієї критики Беркович видалила свої акаунти у соціальних мережах. Деякі коментатори пов'язували цю полеміку з подальшим переслідуванням Беркович, хоча прямих доказів цього зв'язку немає.

### Критика проекту «Relocated»
У квітні 2023 року Марголіс розкритикувала фотопроект Сергія Пономарьова «Relocated», в якому відомі російські емігранти позували з особистими речами, вивезеними з Росії. Вона назвала проект «приголомшливим у своєму пронизливому егоцентризмі» і запропонувала зіставити ці фотографії із зображеннями українців, які постраждали від війни. Також Марголіс вказала на схожість проекту з українським фотопроектом «Будинок за спиною».

## Сім'я
- Мати — Наталія Вадимівна Рудановська (народилася 1947 року), за професією — геологиня.
- Батько — Леонід Борисович Марголіс (народився в 1948 році в Москві), російський та американський біолог, фахівець з міжклітинних взаємодій, доктор біологічних наук, професор[39].

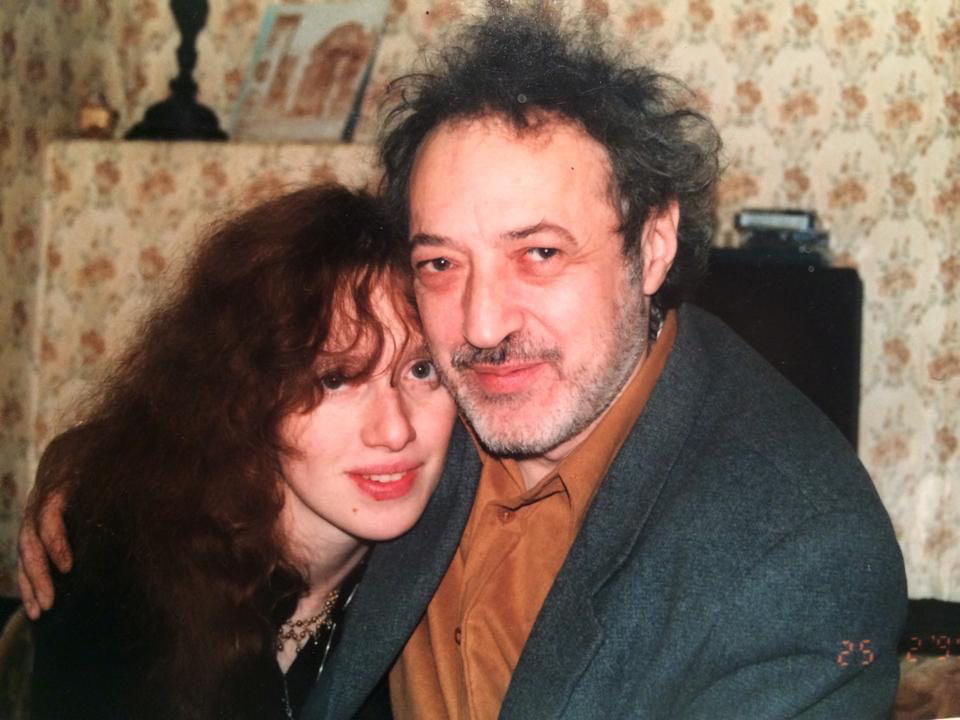
З Бахитом Кенжеєвим на фотографії 2000 року

- З середини 1990-х років була у стосунках з поетом Бахитом Кенжеєвим (1950—2024)[40][41]. Народила тьох дочок: Роксану (1995), Олександру (1999), Аріадну (2010).
- Брати і сестри — Михайло (1975), Ганна (1981), Петро (1984).
- Прадід (по лінії матері) — Густав Густавович Шпет (1879—1937), київський філософ, психолог, педагог. Репресований і розстріляний у сфабрикованій справі в епоху Великого терору.
- Тітка (по лінії матері) — Катерина Максимова (1939—2009) — народна артистка СРСР[42].